# Hector Garaud
Hector Eugene Joseph Garaud (27. srpna 1897, Saint Antoine – 2. dubna 1940, Montpellier) byl 22.-25. nejúspěšnějším francouzským stíhacím pilotem první světové války s celkem 13 uznanými sestřely.
Do francouzského letectva vstoupil v roce 1915 a následující rok se stal pilotem. 26. března 1918 utrpěl průstřel pravé plíce a znovu byl zraněn 3. října 1918 (tentokrát do tváře).
Za války sloužil u jednotek V.97 a SPA.38.
Během války získal mimo jiné tato vyznamenání: Médaille militaire, Légion d'honneur a Croix de Guerre.
Zahynul 2. dubna 1940 při letecké nehodě.